# Little Big Girl
Little Big Girl, llamado Pequeña gran niña en España y Pequeña niña grande en Hispanoamérica, es un episodio perteneciente a la decimoctava temporada de la serie de televisión de dibujos animados Los Simpson. Fue estrenado el 11 de febrero de 2007 en Estados Unidos, el 5 de agosto de 2007 en Hispanoamérica y el 3 de agosto de 2008 en España. El episodio fue escrito por Don Payne y dirigido por Raymond S. Persi. Natalie Portman fue la estrella invitada, interpretando a Darcy. En este episodio, a Bart se le otorga un carnet de conducir tras evitar un incendio, mientras que Lisa inventa una tribu a la que supuestamente perteneció. 

## Sinopsis

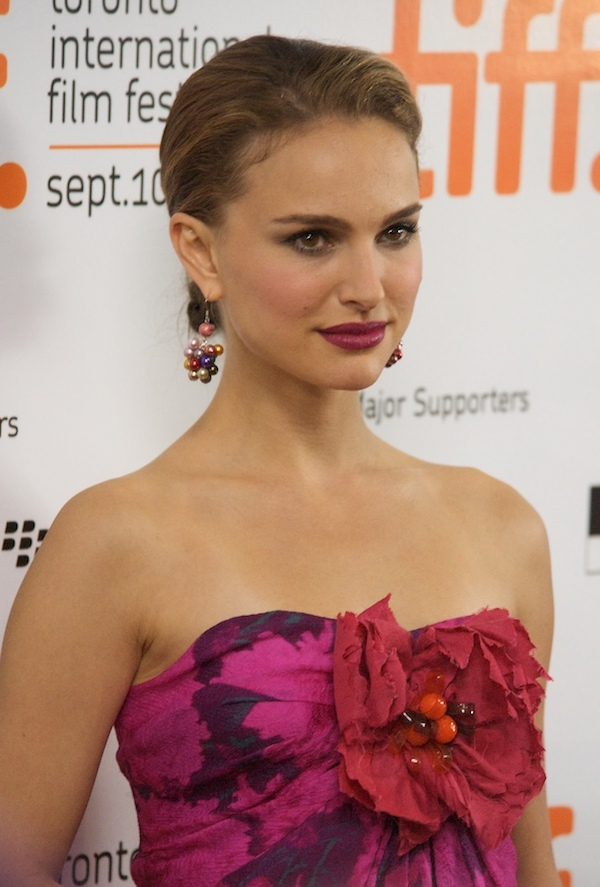
Natalie Portman fue la estrella invitada, interpretando a Darcy, la chica que Bart conoce en North Haverbrook.

Todo comienza cuando, en su granja, Cletus está ordeñando a su vaca cuando, accidentalmente, patea una linterna, desencadenando un incendio. En contraste a los famosos rumores del origen del Gran Incendio de Chicago, la vaca de Cletus apaga el fuego pateando un balde con agua. Sorprendido, Cletus deja caer un cigarrillo de su boca, iniciando un salvaje incendio en todo Springfield. Todos tratan de extinguirlo, pero nada es suficiente. En la Escuela Primaria de Springfield, el director Skinner le pide a Willie que consiga los extintores de fuego, pero descubre que habían sido robados. Aparentemente, Bart se había preparado para usarlos para una carrera alocada sobre un carrito. No obstante, mientras el carrito sale disparado como un cohete sobre la ciudad, la espuma de los extintores apaga rápidamente el incendio, y Bart es aclamado por todos. El alcalde Joe Quimby le recompensa a Bart con un deseo, y después de pensarlo unos segundos, Bart pide una licencia: "Quiero una licencia", "¿Para matar?", "No, para conducir".               
Bart comienza a usar el coche de Homer, pero con la condición de que llevaría un celular para recoger a los miembros de la familia, como un taxista. Pronto se da cuenta de que es una molestia total y escapa a North Haverbrook, en donde conoce a una chica de quince años llamada Darcy, quien cree que Bart tiene dieciséis años. Los dos comienzan a tener una relación romántica y Darcy pronto propone que se casen. Bart se asusta por esto y revela que tiene sólo 10 años. Darcy revela que está embarazada, y que no sería una buena madre si no le da un padre a su hijo.  A pesar de la reacción inicial de Bart, Darcy admite que él no es el padre, sino que el verdadero padre es un estudiante de intercambio noruego y quiere casarse porque sus padres se enojarían con ella por su embarazo. Bart acepta casarse con Darcy y ambos se van a Utah, en donde las restricciones para el matrimonio eran menores que en otros lugares. Finalmente, Homer, Marge y los padres de Darcy los atrapan y tratan de detenerlos, sabiendo que son muy jóvenes para casarse. La madre de Darcy revela que ella misma estaba embarazada y la familia acuerda hacer pasar a los dos bebés como mellizos y no revelar el pecado de Darcy. Darcy y Bart terminan con su relación, mientras Bart le asegura que se volverían a encontrar, con lo cual ella está de acuerdo. Más tarde, Bart admite ante Homer que había pensado que sería padre y ambos terminan manejando felizmente mientras cantan una canción llamada "Twinkle Twinkle Little Star" en la noche. 
Mientras tanto, cuando Lisa lucha por encontrar cosas interesantes e intriga en el patrimonio de su familia para una presentación escolar, decide tomar una licencia creativa. Inspirada por la broma de Bart de "indios de manteca" y las cortinas de la cocina (que tienen mazorcas estampadas), Lisa decide convertirse en Americana Nativa, y ser de la tribu Hitachee (cuyo nombre lo había obtenido de una distorsión de la marca del microondas de la familia). Lo que comienza en un adorno inocente termina en una red de mentiras cuando Lisa es elegida para representar a la escuela y su "gente" en el Ayuntamiento, vestida como una speaker de las Tribus Nacionales Americanas. Finalmente, la niña admite que había mentido sobre su patrimonio, lo cual hace que todos los otros admitan que no son Nativos Americanos. Homer compara a su hija con las Noticias CBS en una referencia a la controversia por los documentos de Killian de 2004. Además, menciona en el final que su tatara-tatara-abuela había sido una verdadera Nativa Americana, para enfado de Lisa.

## Trivia
El pueblo de North Haverbrook fue anteriormente mencionado en el episodio de la temporada 4, Marge contra el monorraíl, como uno de los pueblos que fueron estafados por Lyle Langley, para convertirse luego en pueblo fantasma, aunque en este episodio parece que ya se ha recuperado.